# مامتا کولکارنی
مامتا کولکارنی (به انگلیسی: Mamta Kulkarni) بازیگر و مدل سابق سینمای بالیوود است. از فیلم‌هایی که وی در آن‌ها بازی کرده است می‌توان به دروازه چین اشاره نمود. او پس از حضور در فیلم گاهی تو گاهی ما (به هندی: Kabhie Tum Kabhie Hum) صنعت سینما را ترک کرد.

## حرفه
او بیشتر در تمام این فیلم‌ها عشق بازیگر نقش اول را بازی می‌کرد. وقتی راجکومار سانتوشی، که در فیلم قبلی اش غاتاک: مرگبار (۱۹۹۶) در یک ترانه ظاهری کوتاه داشت، او را به عنوان نقش اول زن در فیلم دروازه چین در سال ۱۹۹۸، بازسازی جاه طلبانه هفت سامورایی، انتخاب کرد. با این حال، همه چیز طبق برنامه پیش نرفت. روابط بین سانتوشی و این بازیگر تیره شد. شایعاتی مبنی بر اخراج کولکارنی از فیلم شروع شد و تنها پس از مداخله گانگستر چوتا راجان از طرف او به کار بازگردانده شد. وقتی فیلم بالاخره اکران شد، درآمد متوسطی داشت. علاوه بر این، تنها آهنگ فیلم، شماره آیتم «چما چما»، بر روی اورمیلا ماتوندکار به تصویر کشیده شده بود، در حالی که کولکارنی شهرت خود را با چنین اعدادی ساخته بود. برای اضافه کردن توهین به آسیب، این آهنگ تبدیل به یک چارت باستر شد که محبوبیت ماتوندکار را بسیار افزایش داد.
کولکارنی که از تغییر وقایع عصبانی و ناامید شده بود، سانتوشی را به شدت مورد انتقاد قرار داد و او را متهم کرد که زمان نمایش خود را کاهش داده است، زیرا او پیشرفت‌های او را رد کرده است. سانتوشی تمام شایعات مربوط به فیلم را تکذیب کرد و موضوع به آرامی به خاک سپرده شد. با این حال، این ضربه مرگبار به حرفه کولکارنی بود. او پس از آن تنها در چند فیلم ظاهر شد و پیشنهادات جدید به پایان رسید. او پس از فیلم گاهی تو گاهی ما در سال ۲۰۰۲ سینما را کنار گذاشت. او همچنین چند فیلم در کانادا، تامیل، تلوگو، بنگالی و مالایالام ساخت.

## زندگی شخصی
کولکارنی به خانواده ای از طبقه متوسط مراتی برهمن تعلق داشت و ادعا می‌کند که با ویکی گوسوامی ازدواج نکرده است. با این حال، گزارش‌های مخالف بیان می‌کنند که او در سال ۲۰۱۳ با ویکی گوسوامی ازدواج کرد.

## جنجال
در ژوئن ۲۰۱۶، پلیس Thane کولکارنی را به عنوان یکی از متهمانی معرفی کرد که در تهیه افدرین برای تولید غیرقانونی مت آمفتامین به یک راکت بین‌المللی مواد مخدر و گانگستر ۲۰۰۰ کرور روپیه که برای قاچاق در نظر گرفته شده بود، دست داشت. گفته می‌شود که کولکارنی به همراه شریک زندگی‌اش ویکی گوسوامی و سایر متهمان دیگر در ژانویه ۲۰۱۶ در یک باند بین‌المللی مواد مخدر در کنیا شرکت کردند.
شعبه جنایی پلیس Thane، که در حال بررسی یک راکت بین‌المللی عرضه افدرین است، در ۲۵ ژوئن ۲۰۱۷ اعلامیه‌ای مبنی بر «متخلف اعلام شده» به او و شریک زندگی‌اش و ویکی گوسوامی به عنوان مالک مواد مخدر صادر کرد. تیمی از مقامات شعبه جرم و جنایت به خانه کولکارنی در اسکای انکلاو در ورسووا، حومه بمبئی رفتند و اعلامیه ای را روی در چسباندند، زیرا محل اختفای بازیگر زن مشخص نیست. یک دادگاه ویژه قانون مواد مخدر و مواد روانگردان (NDPS) کولکارنی و گوسوامی را به عنوان مجرمان اعلام شده اعلام کرد و دستور ضمیمه اموال آنها را صادر کرد.

## فیلم‌شناسی
فهرست برخی از فیلم‌هایی که مامتا کولکارنی در آن‌ها به ایفای نقش پرداخته است:
- آشانت(۱۹۹۳)
- عاشق آواره (۱۹۹۳)
- وقت همراهیه (۱۹۹۳)
- زلزله (۱۹۹۳)
- انقلابی شجاع (۱۹۹۴)
- پادشاه بی‌تاج (۱۹۹۴)
- بازی (۱۹۹۵)
- تکبر (۱۹۹۵)
- قسمت (۱۹۹۵)
- اعتصاب (۱۹۹۵)
- کاران آرجون (۱۹۹۵)
- بزرگ‌ترین بازیکن (۱۹۹۵)
- جان جیگر (۱۹۹۵)
- فرشته سرنوشت (۱۹۹۵)
- دروازه چین (۱۹۹۵)
- سانسور (۲۰۰۱)
- رستم کوچولو (۲۰۰۱)